# حسن تهامی
حسن تهامی با نام کامل سپهبد عبدالرحمن حسن التهامی (عربی: حسن التهامي)؛ (زاده: ۲۶ آوریل ۱۹۲۴ – درگذشته: ۹ دسامبر ۲۰۰۹) او معاون نخست‌وزیر اسبق مصر و یکی از اعضاٰ تشکیلات افسران آزاد مصر بود، که با انقلاب ژوئیه ۱۹۵۲ شناخته می‌شود، انقلابی که منجر به کناره‌گیری ملک فاروق از تخت پادشاهی بنفع پسرش احمد فؤاد دوم شد. تا زمان اعلام برپایی جمهوری در سال ۱۹۵۳ احمد فؤاد دوم پادشاه بود.

## تولد و رشد
محمد حسن تهامی در تاریخ ۲۶ آوریل ۱۹۲۴ در منطقه (أجهور الرمل) در شهر قویسنا، از استان المنوفیه مصر به دنیا آمد و در سال ۱۹۴۲ در پیاده‌نظام استخدام شد. محمد حسن تهامی به تشکیلات افسران آزاده پیوست و عضو هسته‌ای شد که با جمال عبدالناصر و کمال رفعت کار می‌کردند.

## اقدام ملی
حسن تهامی در سال ۱۹۴۳ با کمال رفعت تشکیلات ویژه‌ای را برای حمله به نیروهای اشغالگر بریتانیا در مصر تشکیل داد و به تسلیحات و مهمات پادگانهای بریتانیایی در اطراف قاهره، به ویژه منطقه خیابان الهرم دست یافت، یکی از برجسته‌ترین اقدامات کمال رفعت و حسن تهامی نابود کردن سفارت برزیل در قاهره در تابستان ۱۹۴۷ بود، زیرا برزیل در آن زمان عضو شورای امنیت بود و همواره علی‌رغم چندین بار تجدید رای‌گیری علیه مصر رای می‌داد.
پس از لغو پیمان ۱۹۳۶ در اکتبر ۱۹۵۱، توسط رهبری سازمان افسران آزاد و رئیس‌جمهور، جمال عبدالناصر، در عملیات فداییان، در کانال سوئز شرکت کرد. همراه با کمال رفعت، او برخی از دانشجویان جوان و کارمندان دون پایه را برای جنگ چریکی آموزش داد. این عملیات تا زمان آتش‌سوزی قاهره ادامه داشت. حسن تهامی همچنین در تلاش برای ترور سرلشکر حسین سری عامر، فرمانده نیروهای مرزی، شرکت کرد. او در ارتباط مستقیم با سرلشکر علی ابو نوار و قاسم الناصر و سعید السبع بود. هدف این ارتباط، هماهنگ‌کردن مواضع دو طرف و تلاش برای پایان دادن به حضور انگلیس بود. هدف این هماهنگی عربی‌زه کردن ارتش و لغو پیمان بریتانیا با اردن و ایجاد کمک‌رسانی عربی بود تا بریتانیا کمک خود را به اردن متوقف کند نه اینکه بخواهند به اردن انقلاب صادر کنند.

## کار رسمی

### در زمان جمال عبدالناصر
حسن تهامی از زمان انقلاب ۲۳ ژوئیه ۱۹۵۲ از نزدیکان جمال عبدالناصر بود، اما او از تغییرات سیاسی و اجتماعی اعمال شده توسط جمال عبدالناصر راضی نبود، به همین خاطر او در سال ۱۹۶۱ کنار گذاشته شد و به عنوان سفیر مصر در اتریش و نماینده دائم مصر در آژانس بین‌المللی انرژی اتمی منصوب شد.
پس از شکست در سال ۱۹۶۷، تهامی درخواست بازگشت به مصر را کرد، جمال عبدالناصر به در خواست او جواب مثبت داد، و در سال ۱۹۶۹ او را به عنوان دبیرکل دفتر ریاست جمهوری، با درجه وزیر منصوب کرد. در سال ۱۹۷۰ به عنوان مسول امور مالی و اداری اتحادیه سوسیالیستی عرب منصوب شد. بعد از درگذشت جمال عبدالناصر در ۲۸ سپتامبر سال ۱۹۷۰، دبیرکل کنفرانس اسلامی شد.

### در زمان انور سادات
حسن تهامی در انتقال قدرت به انور سادات و تصفیه مخالفان سیاسی، نقش کلیدی داشت.
وی عضو دادگاه ویژه تصفیه مخالفان سیاسی بود در اواخر سال ۱۹۷۰ انور سادات او را به عنوان وزیر امور ریاست جمهوری منصوب کرد و در سال ۱۹۷۷ نخست‌وزیر شد در طی جنگ سادات، مسئولیت دفاع از شهر السویس را به او سپرد.
در پایان سال ۱۹۷۰، رئیس‌جمهور سادات او را به عنوان وزیر امور خارجه برای امور ریاست جمهوری منصوب کرد. در سال ۱۹۷۷، سادات او را به عنوان معاون نخست‌وزیر جمهوری منصوب کرد. در طی جنگ اکتبر، مسئول دفاع از شهرستان از السویس بود.
حسن تهامی نقش کلیدی و مؤثر در برقراری ارتباطات مخفیانه جهت آماده‌سازی امضاء پیمان صلح با اسرائیل را برعهده داشت. حسن تهامی در سال ۱۹۷۷ در سفر سادات به اورشلیم او را همراهی کرد. حسن تهامی در تمام مذاکراتی که منجر به امضای معاهده صلح مصری-اسرائیلی شد، شرکت داشت. حسن تهامی از نزدیکان سادات بود، اما در سال ۱۹۷۹ او در اظهار نظرهای مطبوعاتی علیه یهود و اسرائیلیان موضع گرفت که در مطبوعات کویت منتشر شده و باعث نارضایتی سادات و دولت اسرائیل از او شد.